# 貝爾法拉斯灣
在托爾金（J. R. R. Tolkien）的奇幻小說中土大陸，貝爾法拉斯灣（Bay of Belfalas）是中土大陸南部的貝烈蓋爾海（Belegaer Sea）巨大海灣。
貝爾法拉斯灣是大海灣（Great Gulf）東部的殘餘海灣，在第一紀元，大海灣將貝爾蘭（Beleriand）及南面的土地隔開。憤怒之戰（War of Wrath）結束，中土大陸西部的大面積土地沉沒，因此，貝爾法拉斯灣由安德拉斯（Andrast）延伸至安都因河（Anduin）河口，還有昂巴（Umbar）南部至極南的不知名海岸。貝爾法拉斯灣是很重要的港口，也是昂巴海盜的通道。
大部分的剛鐸（Gondor）河流都流入貝爾法拉斯灣，灣內有許多小海灣及海角。安都因河、萊夫紐河（Lefnui）、西瑞爾河（Ciril）、林羅河（Ringló）、吉爾瑞河（Gilrain）及哈爾南河（Harnen）都流入貝爾法拉斯灣。
貝爾法拉斯灣命名自貝爾法拉斯（Belfalas）地區（bel是指巨大，falas是指海灣）。